# János Vörös
János Vörös, madžarski general, * 23. marec 1891, Csabrendek, Ogrska, † 23. julij 1968, Balatonfüred, Madžarska.